# 2007 no futebol
Lista com os campeões de futebol dos principais campeonatos do mundo em 2007:

## América do Sul

### Nacionais
| País      | Campeão                |
| --------- | ---------------------- |
| Argentina | A - Estudiantes        |
| Argentina | C - San Lorenzo        |
| Bolívia   | A - Real Potosí        |
| Bolívia   | C - San José           |
| Brasil    | São Paulo              |
| Chile     | A - Colo-Colo          |
| Chile     | C - Colo-Colo          |
| Colombia  | A - Atlético Nacional  |
| Colombia  | C - Atlético Nacional  |
| Equador   | LDU Quito              |
| Paraguai  | Libertad               |
| Peru      | Universidad San Martín |
| Uruguai   | Danubio                |
| Venezuela | Caracas                |

1-Os campeonatos: Equatoriano, Paraguaio, Peruano, Uruguaio e Venezuelano possuem o torneio apertura/clausura valendo apenas como um turno do campeonato, ocorrendo a final do campeonato entre o vencedor do clausura com o vencedor do apertura. O vencedor da final é declarado o único campeão nacional.

2-Os campeonatos: Argentino, Bolíviano, Colômbiano e Chileno possuem o torneio apertura/clausura, considerando os dois vencedoras como campeões nacionais.
3-O campeonato Brasileiro é disputado em turno e returno, sendo declarado o campeão aquele que somar o maior número de pontos.

### Continentais
| Campeonato                   | Campeão            |
| ---------------------------- | ------------------ |
| Copa Libertadores da América | Boca Juniors       |
| Copa Sul-Americana           | Arsenal de Sarandí |
| Recopa Sul-Americana         | Internacional      |

4-A Recopa Sul-Americana é referente aos campeões da Copa Libertadores, e Copa Sul-Americana do ano anterior.

## Europa

### Nacionais
| País                               | Campeão               |
| ---------------------------------- | --------------------- |
| Albânia                            | KF Tirana             |
| Alemanha                           | Stuttgart             |
| Andorra                            | FC Rànger's           |
| Armênia                            | Pyunik Yerevan        |
| Áustria                            | Red Bull Salzburgo    |
| Azerbaijão                         | Khazar Lenkoran       |
| Bélgica                            | Anderlecht            |
| Bielorrússia                       | BATE Borisov          |
| Bósnia e Herzegovina               | FK Sarajevo           |
| Bulgária                           | Levski Sofia          |
| Cazaquistão                        | FK Aqtöbe             |
| Chipre                             | APOEL Nicosia         |
| Croácia                            | Dinamo de Zagreb      |
| Dinamarca                          | København             |
| Escócia                            | Celtic                |
| Eslováquia                         | MSK Zilina            |
| Eslovênia                          | Domzale               |
| Espanha                            | Real Madrid           |
| Estônia                            | Levadia Tallinn       |
| Finlândia                          | Tampere United        |
| França                             | Lyon                  |
| Geórgia                            | Olimpi Rustavi        |
| Gibraltar                          | Lincoln               |
| Gozo                               | Nadur Youngsters      |
| Grécia                             | Olympiacos            |
| Holanda                            | PSV Eindhoven         |
| Hungria                            | Debrecen              |
| Ilha de Man                        | Saint Georges         |
| Ilha de Wight                      | Shanklin              |
| Ilha Guernsey                      | Northerners           |
| Ilha Jersey                        | Jersey Scottish       |
| Ilhas Faroe                        | NSÍ Runavík           |
| Ilhas Orkney                       | Caithness Hotspurs    |
| Ilhas Scilly                       | Woolpack Wanderers    |
| Ilhas Shetland                     | Delting               |
| Inglaterra                         | Manchester United     |
| Irlanda                            | Drogheda United       |
| Irlanda do Norte                   | Linfield              |
| Islândia                           | Valur Reykjavík       |
| Israel                             | Beitar Jerusalém      |
| Itália                             | Internazionale        |
| Kosovo                             | Besa KF               |
| Letônia                            | FK Ventspils          |
| Liechtenstein                      | Vaduz                 |
| Lituânia                           | FBK Kaunas            |
| Luxemburgo                         | F91 Dudelange         |
| Macedônia                          | FK Pobeda             |
| Malta                              | Marsaxlokk United     |
| Modávia                            | Sheriff Tiraspol      |
| Montenegro                         | FK Zeta               |
| Noruega                            | SK Brann              |
| País de Gales                      | The New Saints        |
| Polônia                            | MKS Zaglebie Lubin    |
| Portugal                           | Porto                 |
| República Tcheca                   | Sparta Praga          |
| República Turca do Chipre do Norte | Çetinkaya Türk Gücü   |
| Romênia                            | Dinamo de Bucareste   |
| Rússia                             | Zenit São Petersburgo |
| San Marino                         | Murata                |
| Sérvia                             | Estrela Vermelha      |
| Suécia                             | Gotemburgo            |
| Suíça                              | Zurique               |
| Turquia                            | Fenerbahçe            |
| Ucrânia                            | Dínamo de Kiev        |

### Continentais
| Campeonato                | Campeão |
| ------------------------- | ------- |
| Liga dos Campeões da UEFA | Milan   |
| Copa da UEFA              | Sevilla |
| Supercopa Europeia        | Milan   |

## América do Norte

### Nacionais
| País                     | Campeão                        |
| ------------------------ | ------------------------------ |
| Anguilha                 | Kicks United                   |
| Antígua e Barbuda        | Bassa                          |
| Antílhas Holandesas      | C & D Barber                   |
| Aruba                    | SV Deportivo Nacional          |
| Bahamas                  | Bears                          |
| Barbados                 | Barbados Defence Force         |
| Belize                   | Belize City                    |
| Bermudas                 | Devonshire Cougars             |
| Costa Rica               | Saprissa                       |
| Cuba                     | Pinar del Rio                  |
| Dominica                 | Sagicor South East United      |
| El Salvador              | A - Once Municipal             |
| El Salvador              | C - Isidro-Metapán             |
| Estados Unidos e Canadá  | Houston Dynamo                 |
| Granada                  | ASOMS Paradise                 |
| Groelândia               | Nagdlunguaq-48                 |
| Guadalupe                | Etoile Morne-à-l'Eau           |
| Guatemala                | A - Municipal                  |
| Guatemala                | C - Xelajú Mario Camposeco     |
| Guiana                   | Santos Pelé                    |
| Guiana Francesa          | US Macouria                    |
| Haiti                    | Baltimore                      |
| Honduras                 | A - Motagua                    |
| Honduras                 | C - Real España                |
| Ilhas Cayman             | Scholars International         |
| Ilhas Virgens            | Helenites Groveplace           |
| Ilhas Virgens Britânicas | Rangers                        |
| Jamaica                  | Harbour View                   |
| Martinica                | Club Franciscain               |
| México                   | A - Chivas Guadalajara         |
| México                   | C - Pachuca                    |
| Nicarágua                | Real Estelí                    |
| Panamá                   | A - Tauro                      |
| Panamá                   | C - San Francisco              |
| Porto Rico               | Fraigcomar                     |
| República Dominicana     | Barcelona                      |
| Santa Lúcia              | Village GYSO                   |
| São Cristóvão e Nevis    | São Cristóvão - Newston United |
| São Cristóvão e Nevis    | Nevis - Stoney Grove Strikers  |
| São Martín               | Amical                         |
| São Vicente e Granadinas | Cane End                       |
| Suriname                 | Inter Moengotapoe              |
| Trinidad e Tobago        | San Juan Jabloteh              |
| Turcos e Caicos          | Beaches                        |

1-As equipes do Canadá e dos E.U.A disputam a MLS

### Continentais
| Campeonato                    | Campeão      |
| ----------------------------- | ------------ |
| Liga dos Campeões da CONCACAF | Pachuca      |
| Copa Interclubes da UNCAF     | Motagua      |
| Campeonato de Clubes da CFU   | Harbour View |
| Superliga Norte-Americana     | Pachuca      |

## África

### Nacionais
| País                           | Campeão                       |
| ------------------------------ | ----------------------------- |
| África do Sul                  | Mamelodi Sundowns             |
| Angola                         | Interclube                    |
| Argélia                        | ES Sétif                      |
| Benin                          | Tonnerre                      |
| Botsuana                       | ECCO City Green               |
| Burkina Fasso                  | Commune                       |
| Burundi                        | Vital'O                       |
| Cabo Verde                     | Mindelense                    |
| Camarões                       | Cotonsport Garoua             |
| Chade                          | Renaissance                   |
| Comores                        | Coin Nord Mitsamiouli         |
| Congo                          | Diables Noirs                 |
| Costa do Marfim                | Africa Sports                 |
| Djibouti                       | Compagnie Djibouti-Ethiopie   |
| Egíto                          | Al-Ahly                       |
| Eritréa                        | Al-Tahrir                     |
| Etiópia                        | Awassa City                   |
| Gabão                          | 105 de Libreville             |
| Gâmbia                         | Real Banjul                   |
| Gana                           | Asante Kotoko                 |
| Guiné                          | Kaloum Stars                  |
| Guiné-Bissau                   | Sporting de Bissau            |
| Guiné Equatorial               | Renacimiento                  |
| Ilha da Ascensão               | Georgetown United             |
| Ilha de Santa Helena           | Half Tree Hollow              |
| Ilhas Maurício                 | Curepipe Starlight            |
| Lesoto                         | Lesotho Correctional Services |
| Líbia                          | Al-Ittihad Trípoli            |
| Libéria                        | Invincible Eleven             |
| Madagascar                     | Ajesaia Antananarivo          |
| Malauí                         | Escom United                  |
| Mali                           | Stade Malien                  |
| Marrocos                       | Olympique Khouribga           |
| Mauritânia                     | ASC NASR                      |
| Mayotte                        | M'tsapéré                     |
| Moçambique                     | Costa do Sol                  |
| Namíbia                        | Civics Windhoek               |
| Niger                          | Sahel Sporting Club           |
| Nigéria                        | Enyimba                       |
| Quênia                         | Tusker                        |
| República Democrática do Congo | Mazembe                       |
| Reunião                        | USS Tamponnaise               |
| Ruanda                         | APR FC                        |
| São Tomé e Príncipe            | Sporting Praia Cruz           |
| Senegal                        | Douanes                       |
| Serra Leoa                     | Kallon FC                     |
| Seychelles                     | Saint Michel United           |
| Suazilândia                    | Royal Leopards                |
| Sudão                          | Al-Hilal Omdurman             |
| Tanzânia                       | Simba                         |
| Togo                           | ASKO Kara                     |
| Tunísia                        | Étoile du Sahel               |
| Uganda                         | URA SC                        |
| Zâmbia                         | ZESCO United                  |
| Zanzibar                       | Miembeni                      |
| Zimbabuê                       | Dynamos Harare                |

1-Por determinação da confederação africana de futebol, caso não aconteça um campeonato nacional num período de 5 anos, o título continua com o campeão do último campeonato oficial disputado no país. A partir de 6 anos, os títulos deixam de ser contabilizados

### Continentais
| Campeonato                    | Campeão         |
| ----------------------------- | --------------- |
| Liga dos Campeões da CAF      | Étoile du Sahel |
| Copa das Confederações da CAF | Sfaxien         |
| Supercopa Africana            | Étoile du Sahel |
| Copa Interclubes da CECAFA    | APR FC          |
| Liga dos Campeões Árabes      | ES Sétif        |

## Ásia

### Nacionais
| País            | Campeão                    |
| --------------- | -------------------------- |
| Afeganistão     | Ordu Kabul                 |
| Arábia Saudita  | Al-Ittihad                 |
| Austrália       | Melbourne Victory          |
| Bahrain         | Muharraq                   |
| Bangladesh      | Dhaka Abahani              |
| Birmânia        | Kanbawza                   |
| Butão           | Transport United           |
| Camboja         | Khamra Keila               |
| Singapura       | SAF FC                     |
| R.P. China      | Changchun Yatai            |
| Coreia do Norte |                            |
| Coreia do Sul   | Pohang Steelers            |
| Emirados Árabes | Al-Wasl                    |
| Filipínas       | Região da Capital Nacional |
| Guam            | Quality Distributors       |
| Hong Kong       | South China BHK            |
| Iémen           | Al-Ahli Sanaa              |
| Índia           | Dempo Sports Club          |
| Indonésia       | Sriwijaya                  |
| Irã             | Saipa Karaj                |
| Iraque          | Arbil                      |
| Japão           | Kashima Antlers            |
| Jordânia        | Al-Wahdat                  |
| Kuwait          | Al-Kuwait SC               |
| Laos            | Lao-American College       |
| Líbano          | Al-Ansar                   |
| Macau           | Lam Pak                    |
| Malásia         | Kedah                      |
| Maldivas        | New Radiant                |
| Mongólia        | Erchim Ulaanbaatar         |
| Nepal           | Mahendra Police            |
| Omã             | Al-Nahda                   |
| Palestina       | Wadi Al-Nes                |
| Paquistão       | Pakistan Army              |
| Qatar           | Al-Sadd                    |
| Quirguistão     | Dordoy-Dinamo Naryn        |
| Síria           | Al-Karamah                 |
| Sri Lanka       | Ratnams                    |
| Tailândia       | Chonburi Shark             |
| Taiwan          | Taiwan Power Company       |
| Tajiquistão     | Regar-Tad AZ Tursun-Zade   |
| Turcomenistão   | FK Ashgabat                |
| Uzbequistão     | Pakhtakor Tashkent         |
| Vietnã          | Becamex Binh Duong         |

### Continentais
| Campeonato                          | Campeão             |
| ----------------------------------- | ------------------- |
| Liga dos Campeões da AFC            | Urawa Red Diamonds  |
| Copa da AFC                         | Shabab Al-Ordon     |
| Copa dos Presidentes da AFC         | Dordoy-Dinamo Naryn |
| Liga dos Campeões Árabes            | ES Sétif            |
| Copa dos Campeões do Leste Asiático | Shanghai Shenhua    |
| Copa do Golfo                       | Al-Jazeera          |

## Oceania

### Nacionais
| País            | Campeão         |
| --------------- | --------------- |
| Fiji            | Labasa          |
| Havaí           | HSC Bulls       |
| Ilhas Cook      | Tupapa          |
| Ilhas Salomão   | Kossa           |
| Kiribati        | Flying Tigers   |
| Nova Caledônia  | JS Baco         |
| Nova Zelândia   | Auckland City   |
| Palau           | Team Bangladesh |
| Samoa           | Gruz Azull      |
| Samoa Americana | Konica Airbase  |
| Tahiti          | AS Manu-Ura     |
| Tuvalu          | Nauti FC        |
| Vanuatu         | Tafea           |

### Continentais
| Campeonato               | Campeão          |
| ------------------------ | ---------------- |
| Liga dos Campeões da OFC | Waitakere United |

## Mundial Interclubes
| Campeão Mundial de Clubes de 2007 |
| --------------------------------- |
| AC MILAN 1° Título                |